# Rund um Berlin 1947
Rund um Berlin 1947 war die 41. Austragung des ältesten deutschen Eintagesrennens. Es fand am 15. Juni sowohl für die Berufsfahrer als auch mit einem gesonderten Rennen für die Amateure statt. Der Start erfolgte am Berliner Rathaus am Alexanderplatz und führte auf einer Strecke zum Müggelsee und über Grünau durch die südlichen Bezirke Neukölln und Steglitz zum Grunewald, wo eine Bergwertung ausgefahren wurde. Danach ging es durch Spandau über Hermsdorf und Pankow zum Ziel in die Wisbyer Straße. Diese Strecke war 160 Kilometer lang. Veranstalter der Rennen waren die Tageszeitung „Nacht-Express“ und das Radsportfachblatt „Illustrierter Radsport-Express“. Für den Sieger der Berufsfahrer waren 2.500 Reichsmark Siegprämie ausgesetzt, der Sieger der Bergwertung erhielt 1.000 Reichsmark.

## Rennverlauf Berufsfahrer
80 Radrennfahrer hatten gemeldet, darunter der Sieger des Vorjahres Karl Wiemer, die Sieger von 1931 und 1937 Willy Kutschbach (der jedoch kurzfristig wegen Materialmangels zurückzog) und Herbert Schmidt. Alle namhaften Profis aus Ostdeutschland und Berlin waren am Start, dazu kamen etliche Fahrer aus den westlichen Besatzungszonen wie Hermann Siebelhoff oder Emil Schöpflin.
Sofort nach dem Start häuften sich die Defekte. Schon in Karlshorst waren mehr als 20 Fahrer durch Sturz oder Defekt abgefallen. Am Müggelsee waren noch 25 Fahrer vorn dabei. Hier erlitt der Sieger des Vorjahres Wiemer einen Rahmenbruch. An der Bergwertung am Grunewald-Turm traten Preiskeit, Schwarzer, Bresching und Günther an. Schwarzer gewann die Prämie. In Spandau war eine Behelfsbrücke zu passieren, die die Fahrer zu Fuß nehmen mussten. Bresching und Preiskeit versuchten, auf den Kopfsteinpflasterpassagen die Konkurrenten abzuschütteln. Dies gelang auch, bis auf Schwarzer konnte niemand mehr folgen. 400 Meter vor dem Zielband trat Preiskeit an und siegte mit einem langen Spurt vor Bresching und Schwarzer.
|     | Fahrer             | Ort      | Zeit (h) |
| --- | ------------------ | -------- | -------- |
| 01. | Hans Preiskeit     | Chemnitz | 4:36:45  |
| 02. | Herbert Bresching  | Berlin   | 4:36:45  |
| 03. | Heinrich Schwarzer | Berlin   | 4:36:45  |
| 04. | Herbert Hauswald   | Sebnitz  | 4:39:06  |
| 05. | Herbert Schmidt    | Berlin   | 4:36:45  |
| 06. | Oskar Thierbach    |          | 4:36:45  |
| 0 … |                    |          |          |

## Rennverlauf Amateure
Erstmals nach dem Zweiten Weltkrieg fuhren nun auch die Amateure wieder Rund um Berlin. Bis auf die Südschleife am Müggelsee war die Strecke identisch mit der der Profis und führte über 151 Kilometer. Die Fahrer der C-Klasse und B-Klasse erhielten Vorgaben. Bekannteste Starter waren Stubbe, Werner Schiffner, Hans Schliebener, Weinert und Werner Gräbner. Kurz nach der Bergwertung (die der Leipziger Kastner gewann) waren alle Vorgabefahrer eingeholt. In Spandau setzte sich Gerhard Stubbe aus der Kopfgruppe ab. Durch eine falsche Einweisung eines Streckenposten wurde er fehlgeleitet, drehte um und erreichte nach energischer Verfolgung die Spitze wieder. Stubbe gelang im Wedding mit Friese ein weiterer Ausreißversuch, bis zum Ziel konnte er seinen Begleiter dann noch um vier Minuten distanzieren.
|     | Fahrer           | Ort         | Zeit (h) |
| --- | ---------------- | ----------- | -------- |
| 01. | Gerhard Stubbe   | Ansbach     | 4:16:20  |
| 02. | Hans Friese      | Chemnitz    | 4:20:10  |
| 03. | Heinz Böhm       | Berlin      | 4:21:35  |
| 04. | Siebert          | Berlin      | 4:21:35  |
| 05. | Hans Schliebener | Berlin      | 4:23:25  |
| 06. | Bartkowski       | Schweinfurt | 4:26:55  |
| 0 … |                  |             |          |